# アダム・ラローシュ
デビッド・アダム・ラローシュ（David Adam LaRoche, 1979年11月6日 - ）は、アメリカ合衆国・カリフォルニア州オレンジ出身（カンザス州育ち）の元プロ野球選手（一塁手）。左投左打。
父親は1970年代にカリフォルニア・エンゼルスでクローザーを務めていたデーブ・ラローシュ。また、弟のアンディ・ラローシュもプロ野球選手で、かつては共にピッツバーグ・パイレーツに所属していたこともある。

## 経歴

### プロ入り前
1998年のMLBドラフト18巡目（全体550位）でフロリダ・マーリンズから指名されたが、フォート・スコット・コミュニティカレッジへ進学した。
1999年のMLBドラフト42巡目（全体1254位）で再びマーリンズから指名されたが、セミノール短期大学へ編入した。

### ブレーブス時代
2000年のMLBドラフト29巡目（全体880位）でアトランタ・ブレーブスから指名され、6月21日に契約。ルーキー級ダンビル・ブレーブスで56試合に出場し、打率.308・7本塁打・45打点・4盗塁だった。
2001年はA+級マートルビーチ・ペリカンズで126試合に出場し、打率.251・7本塁打・47打点・10盗塁だった。
2002年はA+級マートルビーチとAA級グリーンビル・ブレーブスでプレー。同球団では45試合に出場し、打率.289・4本塁打・19打点・1盗塁だった。オフの11月23日にブレーブスとメジャー契約を結び、40人枠入りを果たした。
2003年2月18日にブレーブスと1年契約に合意。この年はAA級グリーンビルとAAA級リッチモンド・ブレーブスでプレー。AAA級リッチモンドでは72試合に出場し、打率.295・8本塁打・35打点・1盗塁だった。オフにはブレーブスの最優秀マイナーリーガーに選出された。
2004年は開幕ロースター入りを果たし、4月7日のニューヨーク・メッツ戦でメジャーデビュー。6番・一塁として先発起用され、4回に1イニング2安打を記録。メジャー初安打と2安打目を同じ回に記録したのは、メジャー史上4人目、1988年のチャド・クルーター以来。ナショナルリーグでは史上初の快挙となった。5月15日にはメジャータイ記録となる1試合4二塁打を記録。5月28日のフィラデルフィア・フィリーズ戦で左肩の脱臼し、翌日故障者リスト入りした。7月2日にメジャー復帰を果たし、後半戦は引っ張るバッティングからコースに逆らわないバッティングへ変えた。9月にはシーズン最高となる月間で打率.348・5本塁打・16打点を記録。この年は新人ながら110試合に出場し、打率.278・13本塁打・45打点だった。
2005年2月25日にブレーブスと1年契約に合意。フリオ・フランコを上回る141試合に出場し、打率.259・20本塁打・78打点だった。
2006年は前年オフにフランコがメッツへ移籍したため、ツープラトン起用から解放され、開幕から正一塁手として定着。前半戦こそ、打率.251・13本塁打と低調だったものの、後半戦に入ると打率.323・19本塁打と復調した。結局、シーズントータルで打率.285・32本塁打・90打点をマーク。この年の30本塁打はブレーブスの一塁手としては、フレッド・マグリフ、アンドレス・ガララーガに次ぐ球団史上3人目の快挙となった。

### パイレーツ時代
2007年1月19日にマイク・ゴンザレス、ブレント・リリブリッジとのトレードで、ジェイミー・ロマックと共にピッツバーグ・パイレーツへ移籍。2月2日にパイレーツと1年契約に合意した。この年は打率.272・21本塁打・88打点と前年より悪化したが、苦手としていた左投手はミートに徹し、対左投手打率.299と対右投手打率.262を上回った。
2008年1月15日にパイレーツと500万ドルの1年契約に合意。7月31日にはロサンゼルス・ドジャースに所属していた弟のアンディがマニー・ラミレス、ジェイソン・ベイらとの三角トレードで、パイレーツへ移籍。兄のアダムは故障者リスト入りしていたため、8月14日に初兄弟出場を果たした。アダムとアンディは今まで同一チームでプレーしたことがないため、ラローシュ兄弟が生まれて初めて同一チームでプレーすることになった。この年は136試合に出場し、打率.270・25本塁打・85打点・1盗塁だった。
2009年1月20日にパイレーツと705万ドルの1年契約に合意。開幕後は87試合に出場し、打率.247・12本塁打・40打点・2盗塁だった。

### レッドソックス時代
2009年7月22日にハンター・ストリックランド、アルヘニス・ディアスとのトレードで、ボストン・レッドソックスへ移籍。移籍後は6試合に出場し、打率.263・1本塁打・3打点だった。

### ブレーブス復帰
2009年7月31日にケイシー・コッチマンとのトレードで、古巣・ブレーブスへ移籍した。移籍後は57試合に出場し、打率.325・12本塁打・40打点だった。この年は3球団合計で150試合に出場し、打率.277・25本塁打・83打点・2盗塁だった。守備では2失策に抑え、守備率.999を記録した。オフの11月5日にFAとなった。

### ダイヤモンドバックス時代
2010年1月15日にアリゾナ・ダイヤモンドバックスと450万ドルの1年契約（2011年・750万ドルの球団オプション付き）を結んだ。この年は自己最多の172三振を記録したが、3年連続で25本の本塁打を記録。また、自身初のシーズン100打点も記録した。オフの11月2日にダイヤモンドバックスが球団オプションを破棄したため、FAとなった。

### ナショナルズ時代
2011年1月7日にワシントン・ナショナルズと総額1600万ドルの2年契約を結んだ（2013年は1000万ドルの球団側・選手側とも行使権のあるオプション、さらに100万ドルのバイアウト（契約破棄権）付き）。開幕後の5月23日に左肩の故障で15日間の故障者リスト入りし、6月に左肩の手術を受けた。9月3日に60日間の故障者リストへ異動した。この年は故障の影響で43試合にとどまり、打率.172・3本塁打・15打点・1盗塁と自己最低の成績となった。
2012年は154試合に出場し、自己最多の33本塁打に2年ぶり2度目の100打点を記録して完全復活。シルバースラッガー賞、ゴールドグラブ賞もともに初受賞した。オフの11月1日に複数年契約を希望するため、ラローシュは1000万ドルのオプションを破棄し、FAとなった。その後ナショナルズはクオリファイング・オファーを提示したが、11月9日に拒否した。
2013年1月8日にナショナルズと総額2400万ドルの2年契約（2015年の球団側・選手側とも行使権のあるオプション付き）で再契約した。2年連続で150試合以上となる152試合に出場したが、打率.237・20本塁打・62打点と成績を大幅に落とした。これは、ADDの治療薬が体に合わず、体重が大幅に減ったのが原因とされる。
2014年は140試合に出場して打率.259・26本塁打（リーグ7位）・92打点（リーグ5位タイ）と復活を遂げ、主砲としてチームのプレーオフ進出に大きく貢献した。シーズン25本塁打以上を記録したのは自身6度目、90打点以上を記録したのは自身4度目の事である。また、自己最多の82四球を選び、出塁率.362は自己ベストの数値である。走塁面では失敗ゼロで3盗塁を決めた。オフの10月30日にナショナルズが1500万ドルのオプションを破棄したため、FAとなった。

### ホワイトソックス時代
2014年11月25日にシカゴ・ホワイトソックスと総額2500万ドルの2年契約を結んだ。
2015年は指名打者及び一塁手として起用され、127試合に出場した。だが打撃不振に陥り、打率.207・12本塁打・44打点という成績は、いずれも長期離脱した2011年に次ぐ自己ワースト2位の数字だった。また1試合でマウンドに登る機会もあり、メジャー12年目にして投手デビューを飾った。1イニングを投げ、奪三振1を記録した。
2016年3月、息子の帯同を巡って球団と対立し引退を発表した。

## 詳細情報

### 年度別打撃成績
| 年 度      | 球 団      | 試 合 | 打 席 | 打 数 | 得 点 | 安 打 | 二 塁 打 | 三 塁 打 | 本 塁 打 | 塁 打 | 打 点 | 盗 塁 | 盗 塁 死 | 犠 打 | 犠 飛 | 四 球 | 敬 遠 | 死 球 | 三 振 | 併 殺 打 | 打 率 | 出 塁 率 | 長 打 率 | O P S |
| ---------- | ---------- | ----- | ----- | ----- | ----- | ----- | -------- | -------- | -------- | ----- | ----- | ----- | -------- | ----- | ----- | ----- | ----- | ----- | ----- | -------- | ----- | -------- | -------- | ----- |
| 2004       | ATL        | 110   | 356   | 324   | 45    | 90    | 27       | 1        | 13       | 158   | 45    | 0     | 0        | 2     | 2     | 27    | 1     | 1     | 78    | 10       | .278  | .333     | .488     | .821  |
| 2005       | ATL        | 141   | 502   | 451   | 53    | 117   | 28       | 0        | 20       | 205   | 78    | 0     | 2        | 2     | 6     | 39    | 7     | 4     | 87    | 15       | .259  | .320     | .455     | .775  |
| 2006       | ATL        | 149   | 557   | 492   | 89    | 140   | 39       | 1        | 32       | 276   | 90    | 0     | 2        | 1     | 7     | 55    | 5     | 2     | 128   | 9        | .285  | .354     | .561     | .915  |
| 2007       | PIT        | 152   | 632   | 563   | 71    | 153   | 42       | 0        | 21       | 258   | 88    | 1     | 1        | 0     | 4     | 62    | 5     | 3     | 131   | 18       | .272  | .345     | .458     | .803  |
| 2008       | PIT        | 136   | 554   | 492   | 66    | 133   | 32       | 3        | 25       | 246   | 85    | 1     | 1        | 0     | 6     | 54    | 7     | 2     | 122   | 9        | .270  | .341     | .500     | .841  |
| 2009       | PIT        | 87    | 368   | 324   | 46    | 80    | 25       | 1        | 12       | 143   | 40    | 2     | 2        | 0     | 3     | 41    | 6     | 0     | 81    | 9        | .247  | .329     | .441     | .770  |
| 2009       | BOS        | 6     | 19    | 19    | 2     | 5     | 2        | 0        | 1        | 10    | 3     | 0     | 0        | 0     | 0     | 0     | 0     | 0     | 2     | 1        | .263  | .263     | .526     | .789  |
| 2009       | ATL        | 57    | 242   | 212   | 30    | 69    | 11       | 1        | 12       | 118   | 40    | 0     | 0        | 0     | 2     | 28    | 6     | 0     | 59    | 1        | .325  | .401     | .557     | .957  |
| '09計      | ATL        | 150   | 629   | 555   | 78    | 154   | 38       | 2        | 25       | 271   | 83    | 2     | 2        | 0     | 5     | 69    | 12    | 0     | 142   | 11       | .277  | .355     | .488     | .843  |
| 2010       | ARI        | 151   | 615   | 560   | 75    | 146   | 37       | 2        | 25       | 262   | 100   | 0     | 1        | 0     | 4     | 48    | 4     | 3     | 172   | 8        | .261  | .320     | .468     | .788  |
| 2011       | WSH        | 43    | 177   | 151   | 15    | 26    | 4        | 0        | 3        | 39    | 15    | 1     | 0        | 0     | 1     | 25    | 0     | 0     | 37    | 2        | .172  | .288     | .258     | .546  |
| 2012       | WSH        | 154   | 647   | 571   | 76    | 155   | 35       | 1        | 33       | 291   | 100   | 1     | 1        | 0     | 9     | 67    | 7     | 0     | 138   | 10       | .271  | .343     | .510     | .853  |
| 2013       | WSH        | 152   | 590   | 511   | 70    | 121   | 19       | 3        | 20       | 206   | 62    | 4     | 1        | 0     | 4     | 72    | 10    | 3     | 131   | 13       | .237  | .332     | .403     | .735  |
| 2014       | WSH        | 140   | 586   | 494   | 73    | 128   | 19       | 0        | 26       | 225   | 92    | 3     | 0        | 0     | 8     | 82    | 9     | 2     | 108   | 13       | .259  | .362     | .455     | .817  |
| 2015       | CHW        | 127   | 484   | 429   | 41    | 89    | 21       | 0        | 12       | 146   | 44    | 0     | 0        | 0     | 2     | 49    | 0     | 4     | 133   | 10       | .207  | .293     | .340     | .634  |
| 通算：12年 | 通算：12年 | 1605  | 6329  | 5593  | 752   | 1452  | 340      | 13       | 255      | 2583  | 882   | 10    | 11       | 5     | 58    | 649   | 67    | 24    | 1407  | 128      | .260  | .336     | .462     | .798  |

- 各年度の太字はリーグ1位

### 年度別投手成績
| 年 度     | 球 団     | 登 板 | 先 発 | 完 投 | 完 封 | 無 四 球 | 勝 利 | 敗 戦 | セ 丨 ブ | ホ 丨 ル ド | 勝 率 | 打 者 | 投 球 回 | 被 安 打 | 被 本 塁 打 | 与 四 球 | 敬 遠 | 与 死 球 | 奪 三 振 | 暴 投 | ボ 丨 ク | 失 点 | 自 責 点 | 防 御 率 | W H I P |
| --------- | --------- | ----- | ----- | ----- | ----- | -------- | ----- | ----- | -------- | ----------- | ----- | ----- | -------- | -------- | ----------- | -------- | ----- | -------- | -------- | ----- | -------- | ----- | -------- | -------- | ------- |
| 2015      | CHW       | 1     | 0     | 0     | 0     | 0        | 0     | 0     | 0        | 0           | .---  | 3     | 1.0      | 0        | 0           | 0        | 0     | 0        | 1        | 0     | 0        | 0     | 0        | 0.00     | 0.00    |
| 通算：1年 | 通算：1年 | 1     | 0     | 0     | 0     | 0        | 0     | 0     | 0        | 0           | .---  | 3     | 1.0      | 0        | 0           | 0        | 0     | 0        | 1        | 0     | 0        | 0     | 0        | 0.00     | 0.00    |

### 年度別守備成績
| 年 度 | 球 団 | 一塁（1B） | 一塁（1B） | 一塁（1B） | 一塁（1B） | 一塁（1B） | 一塁（1B） | 投手（P） | 投手（P） | 投手（P） | 投手（P） | 投手（P） | 投手（P） |
| 年 度 | 球 団 | 試 合      | 刺 殺      | 補 殺      | 失 策      | 併 殺      | 守 備 率   | 試 合     | 刺 殺     | 補 殺     | 失 策     | 併 殺     | 守 備 率  |
| ----- | ----- | ---------- | ---------- | ---------- | ---------- | ---------- | ---------- | --------- | --------- | --------- | --------- | --------- | --------- |
| 2004  | ATL   | 98         | 740        | 41         | 5          | 87         | .994       | -         | -         | -         | -         | -         | -         |
| 2005  | ATL   | 125        | 1070       | 77         | 7          | 105        | .994       | -         | -         | -         | -         | -         | -         |
| 2006  | ATL   | 142        | 1117       | 97         | 5          | 109        | .996       | -         | -         | -         | -         | -         | -         |
| 2007  | PIT   | 151        | 1296       | 81         | 6          | 154        | .996       | -         | -         | -         | -         | -         | -         |
| 2008  | PIT   | 129        | 1130       | 81         | 8          | 121        | .993       | -         | -         | -         | -         | -         | -         |
| 2009  | PIT   | 87         | 776        | 59         | 1          | 86         | .999       | -         | -         | -         | -         | -         | -         |
| 2009  | BOS   | 4          | 29         | 6          | 0          | 1          | 1.000      | -         | -         | -         | -         | -         | -         |
| 2009  | ATL   | 57         | 520        | 43         | 1          | 61         | .998       | -         | -         | -         | -         | -         | -         |
| '09計 | ATL   | 148        | 1325       | 108        | 2          | 148        | .999       | -         | -         | -         | -         | -         | -         |
| 2010  | ARI   | 146        | 1139       | 123        | 11         | 117        | .991       | -         | -         | -         | -         | -         | -         |
| 2011  | WSH   | 43         | 380        | 32         | 0          | 34         | 1.000      | -         | -         | -         | -         | -         | -         |
| 2012  | WSH   | 153        | 1260       | 100        | 7          | 113        | .995       | -         | -         | -         | -         | -         | -         |
| 2013  | WSH   | 149        | 1164       | 76         | 11         | 117        | .991       | -         | -         | -         | -         | -         | -         |
| 2014  | WSH   | 136        | 1100       | 93         | 7          | 101        | .994       | -         | -         | -         | -         | -         | -         |
| 2015  | CWS   | 48         | 351        | 27         | 1          | 43         | .997       | 1         | 0         | 0         | 0         | 0         | .---      |
| 通算  | 通算  | 1468       | 12072      | 936        | 70         | 1249       | .995       | 1         | 0         | 0         | 0         | 0         | .---      |

- 太字年はゴールドグラブ賞受賞

### 表彰
- シルバースラッガー賞：1回（2012年）
- ゴールドグラブ賞：1回（2012年）

### 背番号
- 19 (2004年 - 2006年)
- 25 (2007年 - 2009年途中、2010年 - 2015年)
- 23 (2009年途中 - 同年途中)
- 22 (2009年途中 - 同年終了)